# マット・ブレイズ
マット・ブレイズ（Matt Blaze）は、セキュアシステム、暗号理論、トラストマネジメント（Trust management, 信用管理）の領域における科学者である。現在、ジョージタウン大学の法学部・計算機科学部の教授であり、Torプロジェクトの理事を務めている。

## 業績
プリンストン大学で計算機科学のPh.D.を取得した。
1992年、ブレイズはAT&Tにて勤務している際、"CFS"と呼ばれる、UNIX用の暗号化ファイルシステムである「強暗号パッケージ」（Strong cryptographic package）の実装を行った。CFSはNFSを転送機構として使用しており、ユーザーが選択したディレクトリ階層の暗号化をするが、鍵を提供後に暗号化されていない状態でそのディレクトリ階層にマウントすることを可能にするものである。1993年11月、彼はこのプロジェクトに関する論文「UNIXに対する暗号化ファイルシステム」（"A Cryptographic File System for Unix"）を第1回ACM Conference on Computer and Communications Securityで発表した。また、論文「暗号化ファイルシステムにおける鍵管理」（Key Management in an Encrypting File System）をUSENIX Summer 1994 Technical Conferenceで発表した。さらに彼の提案により、AT&Tはこのソフトウェアをパブリックドメインとして公開し、ブレイズは1997年までその拡張と普及に務めた。今日でも、複数のUNIX・Linuxディストリビューションでダウンロード可能なパッケージとして利用されている。
1990年代初頭の「暗号戦争」の最盛期に、ブレイズはサイファーパンクのメーリングリストに参加し、1994年にクリッパーチップの盗聴メカニズムに重大な弱点があることを発見した。彼の論文"Protocol Failure in the Escrowed Encryption Standard"（エスクローイング暗号化標準のプロトコル障害）では、クリッパーのエスクローシステムに深刻な脆弱性があることを指摘している。それは、総当たり攻撃によって、キーエスクロー機能を無効にしながら、クリッパーチップを暗号化デバイスとして使用することが可能になるというものである。また、彼はこの時期に、安全な鍵長の計算に関する画期的な論文を共著した。2003年、彼は独自に、鍵破り(locksmiths)における公然の秘密であった、物理的ロックの「マスターキー」("master key")に関するセキュリティ上の深刻な脆弱性を再発見したが、それを包み隠さず情報公開するという決断が物議をかもすこととなった。
ブレイズはベル研究所を退社後、2004年から2018年までペンシルバニア大学の計算機・情報科学科で准教授を務めた。 その後、ジョージタウン大学で法学部と計算機科学部の共同教授を務めた。
2016年7月、Torプロジェクトの理事が全員辞任し、マット・ブレイズらが新しい理事に就任することが発表された。
2018年、保持していたcrypto.comドメインを、暗号化クレジットカードの会社に売却した。売却金額は非公開である。
ブレイズは、特定の実体(エンティティ)が特定の行為(アクション)を実行することを許可するべきかどうかを決定するポリシーシステムを表す言葉として「トラストマネジメント」（Trust management）という新語を作り、現在までこの領域に対する基礎研究に従事している。

## 学歴
- Ph.D.、計算機科学、1993年1月。プリンストン大学。(論文: 大規模分散ファイルシステムにおけるキャッシュ手法) （Ph.D., Computer Science, January 1993. Princeton University.  (Thesis: Caching in Large-Scale Distributed File Systems)）
- M.A.、計算機科学、1989年6月。プリンストン大学。 （M.A., Computer Science, June 1989. Princeton University.）
- コロンビア大学、M.S.、計算機科学、1988年5月。コロンビア大学 （Columbia University, M.S., Computer Science, May 1988. Columbia University）
- B.S.、1986年1月。ニューヨーク市立大学ハンター校。 （B.S., January 1986. City University of New York (Hunter College).）

## 出版
- Ioannidis, John; Blaze, Matt. The Architecture and Implementation of Network-Layer Security Under Unix, in  Proc. of the 4th USENIX Security Symp., pages 29–39, Santa Clara, CA, USA, October 1993.
- Bellovin, Steven M.; Blaze, Matt; Landau, Susan; Pell, Stephanie K. It's Too Complicated: How the Internet Upends Katz, Smith, and Electronic Surveillance Law, in Harvard Journal of Law and Technology Vol. 30.1, pages 1–101. February 2017.